# Print Generation
Print Generation és un film realitzat per J.J. Murphy el 1974. Es considera un dels títols canònics del cinema estructural. Parteix d'un muntatge repetitiu de seixanta plans d'un segon de durada. És un minut fílmic d'imatges autobiogràfiques sotmès a un procés escrupolós de còpia per contacte. Realitzat en estreta col·laboració amb un laboratori professional, el títol revela l'anhel de J. J. Murphy d'investigar les propietats fotoquímiques del medi seguint un metòdic sistema generatiu.
Les abstraccions procedents de filmacions d'escenes quotidianes queden estructurades sota una ordenació simètrica que finalment es desplega a l'inrevés. La inefabilitat de les imatges queda sincronitzada amb l'enregistrament d'unes onades del mar. Copiades successivament, produeixen una banda sonora sorollosa d'origen oceànic. És un estudi detallat de les propietats acústiques de la cinta magnètica anàleg a l'exploració visual de les qualitats del gra fotogràfic de la pel·lícula.
Mentre en el primer bloc del film l'espectador imagina representacions naturalistes ocultes rere la superfície del cel·luloide, en el segon la percepció de l'audiència bascula entre la seva capacitat per aguditzar la memòria d'allò que es reconeix efímerament i la seva inclinació a contemplar, simplement, la bellesa de l'emulsió en descomposició.